# Malte C. Lachmann
Malte Christian Lachmann (geboren 16. März 1989 in Marburg an der Lahn) ist ein deutscher Theaterregisseur und seit der Spielzeit 2022/23 Schauspieldirektor des Theater Lübeck.

## Leben
Lachmann studierte von 2008 bis 2012 an der Bayerischen Theaterakademie August Everding in München und an der Hochschule für Musik und Theater mit einem Stipendium des Cusanuswerks.
2012 gewann er mit seiner Inszenierung von „Schwarze Jungfrauen“ im Thaliatheater (Hamburg), die auch zu den Bayerischen Theatertagen 2012 eingeladen wurde, den „Preis des Körberstudio Junge Regie“. 2013 wurde seine Thalia-Inszenierung Protokolle von Toulouse zum Radikal jung Festival nach München eingeladen.
Lachmann inszeniert für die Dresdener Semperoper, das Thalia Theater in Hamburg, das Düsseldorfer Schauspielhaus (D’haus), das Schauspielhaus Bochum, das Staatsschauspiel Dresden, das Nationaltheater Timișoara, die Staatstheater Hannover, Karlsruhe und Oldenburg, das Landestheater Tübingen sowie die Stadttheater Aachen, Lübeck, Osnabrück, Trier, Gießen, Hof und an der Rott.
Seit 2017 hat er einen Lehrauftrag an der Rheinischen Friedrich-Wilhelms-Universität Bonn. Seit 2018 unterrichtet er außerdem Schauspiel für Opernstudierende und seit 2021 Regie an der Bayerischen Theaterakademie August Everding in München.